# Banlieue
Een banlieue is het Franse woord voor buitenwijk die aan de rand van een grote stad ligt. Het is een onderdeel van het stadsgewest van de stad waartoe het behoort, maar bevindt zich strikt gesproken net buiten de stadsgrens. De verstedelijking van de banlieue is meestal een fenomeen van de 20ste eeuw.

## Typering
Banlieue wordt vaak vertaald met buitenwijk. In de Belgische context duidt het begrip eerder op de hele zone rond de stedelijke agglomeratie die nog niet volledig vergroeid is met de agglomeratie, maar waar men wel een stedelijke cultuur vindt die gericht is op de centrumstad. In de banlieue-zone kan men satellietsteden of slaapsteden vinden. Als een kleinere stad in de banlieue vergroeid geraakt met de centrumstad, spreekt men van een voorstad. In Frankrijk, waar de term al langer in gebruik is, zijn de toenmalige banlieues vergroeid met de stad en zijn ze dus deel geworden van de stedelijke agglomeratie.

## België
De banlieue vormt de buitenste zone van een stad en sluit aan op de agglomeratie. De bevolkingsontwikkeling wordt er in belangrijke mate door suburbanisatie vanuit het centrum bepaald. Morfologisch worden zowel het wonen als de bedrijven en instellingen in de banlieue gekenmerkt door een extensieve vorm van bodemgebruik. Morfologisch doet de banlieue landelijk aan, functioneel is ze stedelijk. Typische voorbeelden van Belgische gemeenten in de banlieue zijn Kortenberg, Rixensart en Waver in het stedelijk gebied van Brussel. Voorsteden als Vilvoorde en Halle zijn vergroeid met de centrale woonkern en worden daardoor niet meer als banlieue beschouwd.

## Frankrijk

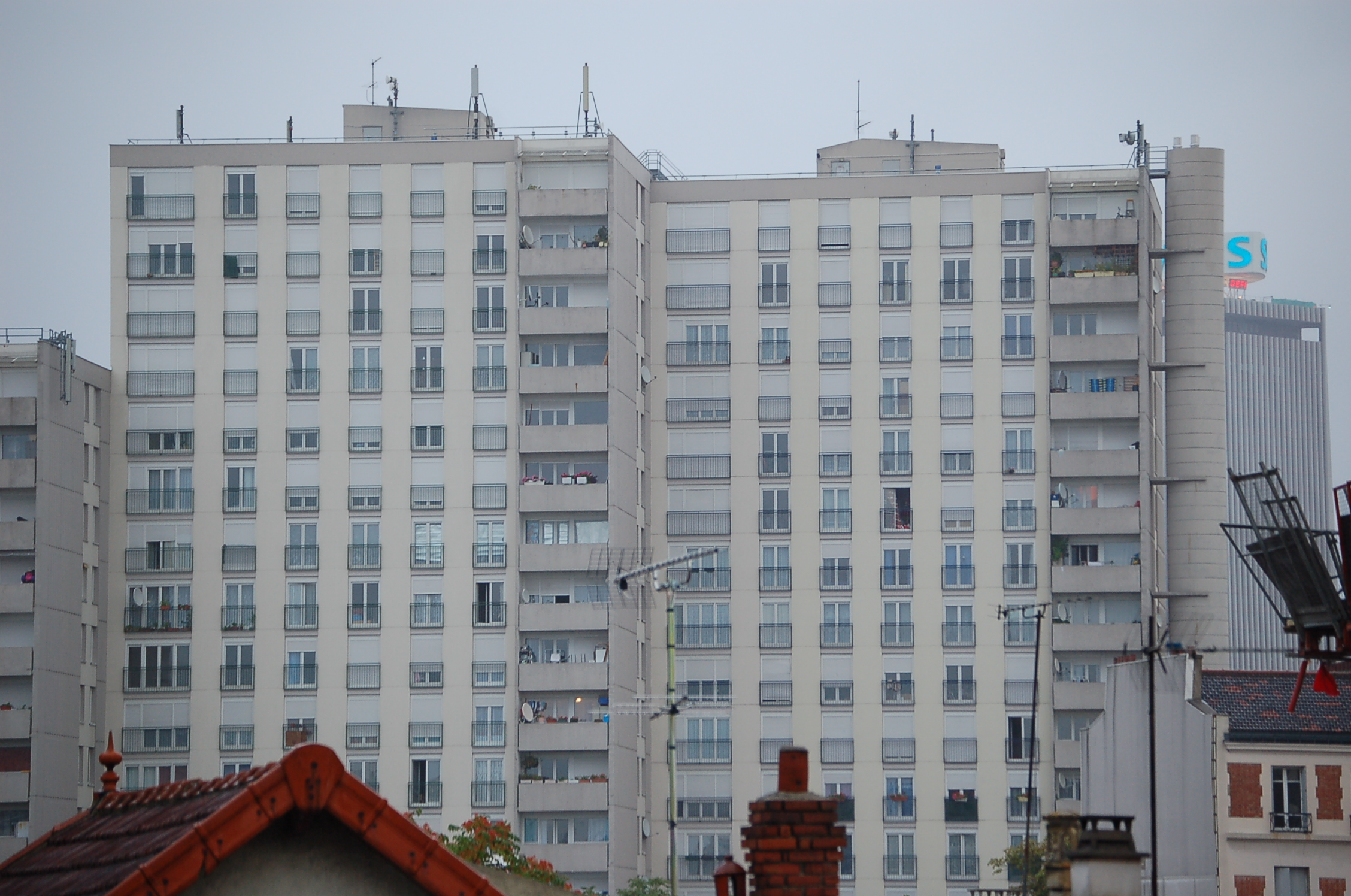
H.L.M. flats in Saint-Denis, een banlieue ten noorden van Parijs

In de Franse context maken de banlieues vaak onderdeel uit van de stedelijke agglomeratie. Vooral de hoofdstad Parijs is bekend om de banlieues, grote voorsteden waar de arbeidersbevolking van de stad naartoe werd gedwongen na de grootschalige verbouwing van Parijs door Haussmann.
In 2005 en 2023 deden zich in Parijse banlieues grote rellen voor. De banlieues, met de problemen die zich er voordoen, worden in de media regelmatig door journalisten genoemd. Er zijn rondom Parijs ook banlieues met een meerderheid aan autochtone bewoners. De term "jeunes de banlieue" (banlieue-jongeren) wordt vaak gebruikt als men het heeft over de jongeren van Noord-Afrikaanse afkomst.
Enkele voorbeelden van Parijse banlieues zijn Bobigny, Clichy-sous-Bois, Saint-Denis, Puteaux, Nanterre, Courbevoie, Rosny-sous-Bois, Montreuil, Créteil, Villiers-sur-Marne, Ivry-sur-Seine, Vitry-sur-Seine en Antony. Voorbeelden van Marseillaanse banlieues zijn Aubagne en Vitrolles. Banlieues bij Lyon zijn Villeurbanne en Bron.

## Québec
In Québec wordt de term banlieue gebruikt voor de door urban sprawl tot stand gekomen voorsteden die kenmerkend zijn voor Noord-Amerika.

## Media over buitenwijken

### Film
- La Haine, Mathieu Kassovitz, 1995
- Ma 6-T va crack-er, Jean-François Richet, 1997
- Salut Cousin!, Merzak Allouache, 1997
- Le Ciel, les oiseaux et… ta mère !, Djamel Bensalah, 1999
- Il était une fois dans l’oued, Djamel Bensalah, 2004
- L’esquive, Abdellatif Kechiche, 2004
- Banlieue 13, Pierre Morel, 2004
- Athena, Romain Gavras, 2022

### Boeken
- Pujol, Philippe (5 september 2024). Cramés. Les enfants du Monstre. Julliard. ISBN 9782260056591.